# Hydaranthes
Hydaranthes is een geslacht van vlinders uit de familie van de Tortricidae (Bladrollers). Het geslacht werd voor het eerst wetenschappelijk beschreven door Meyrick in 1928.

## Soorten
Het genus bevat de volgende soorten:

- Hydaranthes deltographa Meyrick, 1928
- Hydaranthes eurypelta